# 艶堂しほり
艶堂 しほり（えんどう しほり、1972年11月28日 - ）は、日本のAV女優。こずプロ所属。
東京都出身（京都府出身とするプロフィールもある）。

## 略歴・人物
2007年にデビューした熟女系のAV女優。デビューするかなり以前に、素人オムニバス物に出演していた。

## 出演作品

### アダルトビデオ

#### 2007年
- 熟妻の交尾 九ノ巻（10月3日、KIプランニング） ※「宴堂さなえ」名義
- 近親相姦 母性愛（11月5日、小林興業）
- 万引き美人妻（12月6日、ナチュラルハイ）
- 美熟女 陵辱 中出し 4（12月19日、KIプランニング） ※「遠藤しおり」名義
- 近親相姦 訳あり親子（12月19日、MARIA）
- 昭和42年会 素人妻不倫同窓会（12月20日、ネクストイレブン）
- 働くおばちゃんに手コキ交渉（12月20日、ネクストイレブン）

#### 2008年
- 風輪姦山（1月7日、豊彦企画） ※「遠藤香織」名義
- 人妻艶交中出し 其ノ一（1月11日、KIプランニング） ※「遠藤小百合」名義
- 集団どスケベ団地妻（1月25日、ネクストイレブン）
- シングルマザー（2月5日、小林興業）※「しほり」名義
- 綺麗な素人の奥さまと濃厚なエッチがしてみたいなと思ったので、現役主婦のAV女優に主婦友達を紹介してもらって「突撃!隣の○ご飯」風に自宅にあがりこんで、ノリでズイズイ寝室まで行き、普段、旦那とヤッているベッドの上で悶絶Fuck!!（3月6日、Hunter）
- 性交エアライン（3月6日、SODクリエイト）
- 素人マダムズ ［LEVEL A］ 其の三十六（3月18日（レンタル）／3月28日（セル）、アリスJAPAN）
- 極上貴婦人（3月25日、ドリームステージエンタテインメント）
- 中出しされた若女将（3月25日、フラットコーポレーション）
- 二匹の猛獣が巣くう逃れられない禁断の部屋で、雌と化していく昼下がりの妻…。夫の目の前で火照るその肢体…。（3月28日、凌辱研究所）
- 嬢王 02（4月8日、光夜蝶） ※「栞」名義
- 息子の童貞を奪った教育ママ（4月15日、ネクストイレブン）
- 不倫羞恥愛（4月20日、ネクストイレブン）
- 若妻の匂い 139（4月22日、光夜蝶） ※「ともよ」名義
- 若妻の匂い 旦那の前では妻として 今、この瞬間は女として… ともよ 8th Anniversary Special（4月22日、光夜蝶） ※『若妻の匂い 139』の『若妻の匂い』誕生8周年記念特別パッケージ仕様
- 義母相姦 〜義理の母親と息子、愛欲の絆〜（5月10日、ルビー）
- 義母 しほり（5月13日、溜池ゴロー）
- 実話家族 息子のオナニーに発情する義母（5月21日、アカデミック）
- 極道の妻集団陵辱（5月22日、Hunter）
- 近親相姦 母の子守唄（5月25日、小林興業）
- 最近、私の下着が紛失するんです…（6月5日、タカラ映像）
- 美熟女コレクション（6月13日、溜池ゴロー）
- フェラコレ 熟女編 2 31人のフェラマダム（6月14日、隼エージェンシー）
- 人妻を脅して騙して犯す!! 2 不倫をネタに脅され中出しされる6人の人妻（6月27日、Nadeshiko）
- 快楽は我慢できない 色に狂った助平な熟女（7月13日、FAプロ）
- ど淫乱団地妻と中出しセックス（7月15日、ネクストイレブン）
- 卒業アルバムで一番かわいい学園一のマドンナの美裸がついに見れた!!（7月17日、SODクリエイト）オムニバス作品
- 母娘陵辱 娘の身代わり 母嬲り（7月17日、ヒビノ）
- 人妻美食 Menu 2（7月18日、ウイークエンダー）
- 美脚クラブ180（7月19日 ミスター・インパクト）
- 極上手コキ Vol.4（7月9日、ミスター・インパクト）
- 強姦無罪 〜強姦願望の女〜（7月20日、ジャパンムービー）
- 眠っている肉人形 暴れて眠れ!/可愛い少女肉人形/クロロホルムで眠れ（7月25日、FAプロ）
- 子持ち 不倫主婦 しほり34才（8月1日、チーム川崎）
- 彼女の母（8月5日、小林興業）
- 義母相姦 家庭の中での情事（8月15日、ドリームチケット）
- 禁断介護 18 〜義父と未亡人嫁の性〜（8月21日、グローリークエスト）
- 隣の奥さんはフェラチオ上手で精飲好きな美人妻（9月1日、ワンズファクトリー）
- 旦那の趣味で犯されて（9月4日、タカラ映像）
- 美人OL女子社員（9月5日、GLAY'z）
- 中出し専業主婦（9月9日、イエローダック）
- 人生はめくるめくエロドラマ 2 ムショからでてきた兄貴/ヘルパーの性的介護/女が金の為に抱かれる時（9月10日、FAプロ）
- 非日常的悶絶遊戯 第九十章 パンストメーカーの営業主任、しほりの場合（9月13日、AVS）
- バーチャル 妻 中出し（9月18日、センタービレッジ）
- 人妻痴悦旅行 六十七 人妻肉体担保編（9月18日、グローリークエスト）
- 教え子の母（9月19日、MARIA）
- SEX WIFE -素人妻モデルズ7-（9月21日、h.m.p）
- 突撃!奥様ん家に泊まろう!!（9月22日、イエローダック）
- 極 エロ妻 ナース妻しほり（9月25日、センタービレッジ）
- すけべな息子に義母はメロメロ 10（10月10日、東京音光）
- 中出し人妻暴行 膣で罰を受ける人妻たち3時間（10月10日、ビッグモーカル）
- CFNM♥働くお姉さん（10月15日、ワープエンタテインメント）
- 義母の息子狩り まさか、母ちゃんに犯られるなんて…!（10月15日、スターパラダイス）
- 熟女の口はもっと嘘をつく。熟雌女anthology #038（10月17日、アウダースジャパン）
- 近親介護（10月17日、大洋図書）
- 近●相姦 義母姦通 生け花教室での秘め事（10月17日、Nadeshiko）
- 愛欲の継母（10月25日、マドンナ）
- 中出しお義母さんが教えてあげる 禁断の柔壷を味わう3時間（11月14日、ビッグモーカル）
- 肉親相姦 実父ノ前デ実母ヲ犯ス（11月21日、映天）
- 美熟女顔騎 ムッチリ水着で跨られて手コキで抜いてもらいました（11月22日、若松映像）※AVグランプリ2009 熟女作品部門 エントリー作品
- 愁いの未亡人（11月25日、マドンナ）
- レズに堕ちた独身熟女（11月25日、ながえスタイル）
- 張り型チンポ自慰 02（12月1日、ワンズファクトリー）
- セレブ熟女は電マと首絞Fuckで死ね 素人・熟女ゴロシ 7 天井しらずの連続アクメ、貪欲にトドメの一発!（12月4日、シュガー・ワークス）
- 老人介護 しほりさん、わし、勃ってしもうた…（12月5日、ケー・ティ・ファクトリー）
- フェラコレ 熟女編 3 21人のフェラマダム（12月13日、隼エージェンシー）
- 媚薬（12月20日、ジャパンムービー）
- エロ熟女に騎乗られちゃった僕。（12月25日、アロマ企画）
- 叔母と僕の思い出（12月25日、マドンナ）

#### 2009年
- セレブ妻拘束調教 5（1月1日、ワンズファクトリー）
- 接吻や乳首を舐められながら手コキされた僕。4（1月1日、ワンズファクトリー）
- 俺の妻とお前の妻どっちが変態か試さないか 〜背徳義姉妹スワッピング〜（1月3日、タカラ映像）
- 熟亀頭責め 第3章（1月10日、ラハイナ東海）
- 熟女乳首いぢり（1月13日、アロマ企画）
- 人妻のいけないお仕事（1月16日、Nadeshiko）
- 凌辱婦人会 vol.2 昭和の刻印（1月16日、大洋図書）
- 舐め狂いミセス（1月16日、オフィスケイズ）
- 妖艶おんな愛戯 刻み込まれた熟れ花の香り（1月25日、マドンナ）
- 義父の嫁虐り（1月25日、スターパラダイス）
- 欲求不満! ドスケベ熟女の下品なオナニー（1月25日、ながえスタイル）
- 女に飢えてる男達に朗報 「若妻癒し隊」 あなたの下半身慰めます（2月5日、ヒビノ）
- 下宿屋の淫熟おばさん（2月13日、溜池ゴロー）
- 人妻ゆうれい（2月25日、マドンナ）
- 給食のおばさん（2月25日、エログロマニア）
- ザーメン中出し凌辱美人女将（3月1日、ワンズファクトリー）
- 完全ヴァーチャル フェラチオ目線（3月1日、ワンズファクトリー）
- 義母奴隷（3月13日、溜池ゴロー）
- 突然パンチラで挑発されてこっそりシゴいちゃった僕。その2（3月13日、アロマ企画）
- フェラコレ 熟女編 4 21人のフェラマダム（3月15日、隼エージェンシー）
- 特選 友達の母（3月25日、マドンナ）
- 働く女 スーツに隠れた卑猥な肉体（3月25日、ながえスタイル）
- 母子交尾 【草津路】（4月4日、ルビー）
- お母さんに優しく叱られながら 癒らしく手コキされたい（4月17日、虎堂）
- キスが感じる女達 〜熟女編〜（4月17日、オフィスケイズ）
- 義母の舌と接吻（4月25日、マドンナ）
- 中年男の夢を叶えるセックス やりたい放題! 5（4月25日、ながえスイタル）
- 義母の下着（4月25日、フォーディメンション）
- 人妻奴隷 夫の目の前で…（5月1日、溜池ゴロー）
- 尻コキ女子校生 7（5月1日、オフィスケイズ）オムニバス作品
- 近親相姦【壱】母子スワップ 「俺はどんな女よりも母さんとヤリたい。だけど、お前の母さんもいい女だよな…」（5月7日、アイエナジー）
- ふるさとのねえさん（5月21日、タカラ映像）
- 僕の禁断宿泊記 2 「伯母に犯された日」（5月21日、グローリークエスト）
- 母と息子の入浴慕情集（5月22日、虎堂）
- 世界で一番卑猥な接吻 3（5月25日、ながえスタイル）
- 愛する夫の目の前で… 〜あなた、ごめんなさい〜（5月25日、マドンナ）
- 最高のアナル舐め手コキ（6月1日、ワンズファクトリー）
- 人妻監禁レイプ 輪姦の蔵 其の壱（6月10日、グローバルメディアエンタテインメント）
- 妻の目の前で犯されて（6月13日、MOODYZ）
- 私の感じやすい、勃起する乳首 変態ドMお姉さん 超デカ勃起バカ乳首（6月15日、ワープエンタテインメント）
- 想像してみて下さい。もしも艶やか熟女と二人きりでお風呂に入っていて勃起したチ○ポを見られたら…（6月18日、SODクリエイト）
- 妻の親友とその娘（6月22日、グラフィティジャパン）
- 恥辱に染まった慰安妻 〜村のしきたりに犯されて〜（6月25日、マドンナ）
- 人妻角擦りつけオナニー（7月1日、ワンズファクトリー）
- 美脚の奥様しほりさんは、欲求不満のノーパンパンスト 有閑マダム（7月1日、AVS）
- 艶堂しほり 36歳（7月1日、ヴィーナス）
- パンズボコキ（7月3日、オフィスケイズ）
- 新・熟尻 ボディコンママ 2 桃尻音頭（7月3日、ヤブサメ）
- 性母・しほり（7月19日、ドグマ）
- 熟女達の秘めたる楽しみ フィーリングレズビアン 8（7月22日、グラフィティジャパン）
- 隣の未亡人と三姉妹（8月11日、グラフィティジャパン）
- 艶堂しほりでござひます 4時間（8月16日、タカラ映像） ※総集編
- 鬼フェラ地獄 熟（8月17日、レアル・ワークス）
- 夢を叶えるセックス ドスケベ女がやりたい放題!（8月25日、ながえスタイル）
- 新・熟尻 近親相姦艶尻絵巻 その参（9月4日、ヤブサメ）
- 足舐め! 足コキ! 足発射! 美脚の熟女（9月5日、ルビー）
- 初めてのアナルファック（9月7日、マドンナ）
- 熟女の秘めたる楽しみ フィーリングレズビアン 9（9月17日、グラフィティジャパン）
- 綺麗なお義母さんの中出し全裸看護（9月18日、Nadeshiko）
- 女舌（9月19日、ミル）
- 社長夫人の恥汁（9月20日、スターパラダイス）
- 艶堂しほり総集編4時間（10月7日、マドンナ） ※総集編
- 手を使わないフェラチオ 3（10月9日、オフィスケイズ）
- 熟れた女のこすりつけオナニー其の二（10月9日、オフィスケイズ）
- 女教師 しほり（10月13日、溜池ゴロー）
- 田舎では童貞だった僕が上京してヤリチン? 色気ムンムンのお母さんと超カワイイ三姉妹と暮らす僕の下宿生活物語（10月22日、Hunter）
- センズリを見たがる淫らな美熟女 Vol.2（10月23日、虎堂）
- 見返り美人 一（11月1日、AVS）
- 見られたい…。露出人妻・言いなり情事 36歳 しほり（11月5日、ドリームチケット）
- 欲求不満の若妻が［時間を止められる］魔法のキッチンタイマーを手に入れたら…（11月5日、Hunter）
- たびじ 高校教師（12月17日、タカラ映像）
- 禁親相姦 母と娘（12月18日、グラフィティジャパン）
- ソルトシャワー 熟若女のおしっこみせて! Vol.2（12月19日、ゲロニア）
- 美熟女・艶堂しほり 潮吹きコスプレFUCK!!（12月25日、Nadeshiko）
- 嫁姑レズ調教 〜伏魔殿で疼く女の欲望〜（12月25日、マドンナ）

#### 2010年
- 湯けむり官能小説物語 第三章（1月1日、AVS）
- むれむれ熟女妄想 〜女教師しほりのこすりつけたい性癖〜（1月21日、タカラ映像）
- 隣の未亡人（1月30日、小林興業）
- 突発性べろれろ 口淫症候群の女（2月18日、タカラ映像）
- 女子校教師 〜たとえばボクが男子なら〜（3月31日、タカラ映像）
- 誰にも言えない禁断のレズ恋愛 親友のママに愛されて… vol.2（4月6日、ディープス）
- 淫らな奥様に見つめられながら手コキされたい（5月1日、虎堂）
- 町内会レズいぢめ 生真面目な人妻と淫らな巨乳レズカップル（5月19日、CROSS）
- 美熟女 極太ディルドオナニー（5月20日、ネクストイレブン）
- 超変態級淫乱痴女（5月25日、デジタルアーク）
- 美熟女が立ったままでするいやらしい着衣SEX（6月1日、V）
- 友達の母親を、友達の目の前で、犯しまくった少年達。（6月3日、タカラ映像）
- 私のオナニー見たい?（6月13日、ミスター・インパクト）
- 湿った女と渇いた男（6月18日、大洋図書）
- 美人妻の脚コキ（6月18日、虎堂）
- 美熟女達の濃厚唾液フェラ 2（6月18日、虎堂）
- 密録調教レズビアン（7月1日、グローリークエスト）
- 素人参加型 せんずりカウンセリング 〜五感を刺激するオナニーサポート（7月13日、アロマ企画）
- たびじ 高校教師 2（7月16日、タカラ映像）
- ディルドにまたがる女優たち 4 〜お姉さん・熟女編〜（7月25日、アロマ企画）
- 超激カワGAL限定! 過激でHなレズナンパ（8月1日、V）
- 私は痴女 人妻編 奥さん!股間の刺激が強すぎです（9月11日（レンタル）／10月8日（セル）、クリスタル映像）
- セックスは熟女の方がウマいに決まってる。（9月19日、乱丸）
- 裸になるより恥ずかしい･･ 中年女のコスプレ姿（9月25日、ながえスタイル）
- 本当にあった投稿実話 部下の前で女上司がまわされた（9月25日、ながえスタイル）
- 艶堂しほりvs村上涼子 逆ナンパ指令!!（10月14日、センタービレッジ）
- 溜池ゴローが撮り下ろす素顔の女優シリーズ その2（10月22日、Nadeshiko）
- 人妻デリバリー 22（10月23日（レンタル）／11月19日（セル）、クリスタル映像）
- 痴女人妻の館（10月25日、マドンナ）
- 盗撮密室録 マッサージ師の極秘テクニックに悶えてイキまくる熟女たち（11月4日、グローリークエスト）
- 勃起した介護老人が嫁に中出し（12月1日、KTファクトリー）オムニバス作品
- 「切恋」（12月3日、ラブボディ）
- 艶堂しほりの人妻レズナンパ（12月7日、マドンナ）
- 潮吹き3D 美人妻三姉妹物語（12月15日、3D MASTER）
- 快楽か、絶望か。（12月16日、大洋図書）
- 妻が夫以外の男に落ちるとき 背徳セックス（12月25日、ながえスタイル）
- 世界で一番卑猥な接吻 5（12月25日、ながえスタイル）
- マドンナ7周年記念作品 七人の団地妻 〜婦人会長選挙と下着泥棒大騒動〜（12月25日、マドンナ）

#### 2011年
- 夜間学校女教師（1月7日、マドンナ）
- 真性中出し 淫ら妻（1月9日、MOODYZ）
- ビューティーレズビアン 美しき歯科医師とOLの性（2月11日、Nadeshiko）
- 眠っている肉人形 暴れて眠れ!/可愛い少女肉人形/クロロホルムで眠れ（2月13日、FAプロ）
- 浣腸美熟女3D（2月25日、ダスッ!）
- 粘着おしゃぶり汁好き痴女 艶やかお姉さんは濃厚男汁をゴクリと喉で味わうのがお好き（3月15日、ワープエンタテンイメント）
- マドンナファンの集い 美熟女と行く混浴温泉バスツアー 6（3月25日、マドンナ）
- もう一つの混浴温泉バスツアー 6（4月25日、マドンナ）
- 美味しく熟した艶堂しほりが、バスタオル姿でファンのお宅に、「押しかけます!」 06（5月2日、MAGIC）
- 淫行回春マッサージ店 誰にも言えない（秘）アルバイトをする若妻たちの全て（5月2日、WAIWAI）
- あなたの夢を叶えます セックス代行屋（5月25日、ながえスタイル）
- 艶堂しほりの舌をアナルにねじり込まれながら堀口奈津美に亀頭ふやけるまでち○ぽしゃぶられ続けるエロ贅沢すぎる3Pセックス（6月13日、アロマ企画）
- 汁好き先生はキモ親父もお好き（6月15日、ワープエンタテインメント）
- 美しくも寂しい美熟女の･･･ 喉から手が出るほど欲しいもの･･･それは愛と快楽（6月25日、Fプリジェクト）
- 韓国出身童貞ニューハーフと爆乳肉食系熟女 デカボッキ二輪車レズ喪失SEX（6月25日、オペラ）
- アナル、咲き乱れて･･･（8月7日、アタッカーズ）
- たびじ 高校教師 3（8月18日、タカラ映像）
- 淫語中出しソープ 21（8月25日、AVS）
- 催眠温泉 -湯けむり乱交姦- トリロジーBOX（9月1日、RMQプロジェクト）
- 兄の妻を犯す弟（9月9日、Nadeshiko）
- 「実家に帰省したワケあり専業主婦がしかける（潤んだ視線/濡れパンチラ/泣き密着）肉食ドMサインを見逃すな!」 VOL.1（10月6日、DANDY）
- アナルレズ調教（10月13日、U&K）
- 官能淫欲劇場 老義父の異常性欲（10月20日、スターパラダイス）
- 潮吹き乱れ妻（10月29日、ドリームステージエンタテインメント）
- 舐めまくり吸いつくし私の口マンコでザーメン搾り取ってあげる（11月13日、AVS）
- 熟・同窓会（11月19日、ドグマ）
- 熟女たちの世界一濃厚でいやらしい接吻とSEX（11月25日、Fプロジェクト）
- 口喧嘩から始まる本当は気持ちイイくせに我慢し合うレズバトル 2（12月1日、U&K）
- 幻母 地球上の貧乳母のうち1割はトイレでオナニーしがち（12月19日、ヴィーナス）
- 絶対ノルマ達成! 不況を勝ち抜け!! 保険勧誘レディの肉体「裏営業」話し（12月25日、Fプロジェクト）

#### 2012年
- 熟・体液奴隷（1月19日、ドグマ）
- 催眠中毒 人妻しほり35才（1月20日、催眠研究所）
- 未亡人レズフィスト 〜秘肉を貫き合う拳の快感〜（1月25日、マドンナ）
- 潜入調査!!興信所の母（2月1日、ヴィーナス）
- 実録 痴漢電車（2月18日、グラフィティジャパン）
- 秘技伝授 四十八手の起源（2月23日、SODクリエイト）
- 美熟女アスリートヒロイン ブライトフォース（2月25日、GIGA）
- 見せつけ、クネる、悶える、欲しがる、美脚オナニスト（2月25日、AVS）
- 熟女艶情 〜燗れた愛慾牝痴態〜（4月1日、U&K）
- 浣腸女刑事 4 レズ奴隷巨大乳首強制バキュームニップル（4月1日、シネマジック）
- 近親相姦 色欲娘にレズられる恥母（4月25日、ジャネス）
- いいなり義母（5月11日、マダムス）
- オナコレ×パンスト×密室デート Vol.13（5月19日、アイ映像）
- 近親相姦 幼い娘にレズ調教するママ母 2（5月25日、ジャネス）
- 上司の妻は色情狂い（6月8日、マダムス）
- 出張マッサージ 3（6月9日（レンタル）／7月6日（セル）、クリスタル映像）
- 近親相姦 淫乱介護 2 〜義母と息子と舅の狂った関係〜（6月22日、Nadeshiko）
- マドンナ航空presents 人妻CA物語 私はのろまなカメじゃない! 〜美熟女CA養成学校、涙とエロスの猛特訓!!〜（8月7日、マドンナ）
- 変態 バイセク熟女（8月25日（レンタル）／9月21日（セル）、クリスタル映像）
- 飼育された二人の母親 〜一子二母凌辱相姦〜 第二章（9月7日、マドンナ）
- 「切恋」Ⅱ-second-（9月28日、ラブボディ）
- ドマゾチンポ専用 ドS淫語痴女（10月19日、ドグマ）
- 熟 しほり（10月26日、Nadeshiko）
- 悪女鼻懲罰 女子アナ晒し者刑（11月1日、シネマジック）
- 人妻悶絶アナル陵辱（11月1日、中嶋興業）
- 娘の家庭教師を筆下ろしする欲求不満ママ（11月20日、LOTUS）
- 妄想セレブマダムの淫語 3（12月25日、ジャネス）

#### 2013年
- 見つめられながらの上品な卑猥語（1月19日、FETISH BOX）
- 家庭セックス訪問♥（1月25日、Mellow Moon）
- 美熟女センズリ鑑賞 14 〜チ○ポを見たくて仕方がない美熟女たち〜（1月30日、ジャネス）
- 女教師アナル凌辱 〜羞恥に打ち震える尻姦修学旅行〜（2月7日、マドンナ）
- 美熟女宅 中出し 家庭訪問（2月15日、アックスボンバー）
- まぁだだよ 悪戯な女たちの焦らし寸止め 2（2月25日、未来 フューチャー）
- 丸ごと! 艶堂しほり8時間（4月7日、マドンナ）※総集編
- 艶堂しほり ゴールデンベスト（4月11日、センタービレッジ）※総集編
- むっちり美熟女が見せる とってもいやらしい極上SEX 4時間スペシャル（4月25日、ながえSTYLE）
- 中年女の羞恥の極み! コスプレ熟女コレクション!!（4月25日、ながえSTYLE）
- 禁じられた介護福祉（4月26日、Nadeshiko）
- 艶堂しほり レズスペシャル 3時間30分（5月1日、エマニエル）※総集編
- 中年男の夢がいっぱい! 欲求不満な美熟女祭り!（5月25日、ながえSTYLE）
- 近親相姦 禁断家族 欲求不満な性活 2（10月15日、AMORE）
- THE 痴妻 変態淫乱ワイフ 4時間（11月17日、乱熟）※総集編
- 官能淫語マダム 3時間 スペシャル（12月15日、ジャネス）

#### 2014年
- 淫行レズ接吻 2 ～顔舐め、鼻舐め、唾液責め～（1月5日、ジャネス）
- 双頭ディルド 極上レズ性感 2（1月20日、ジャネス）
- 再婚で家に来たキレイなお母さんは欲求不満で困ってしまいます。僕や祖父のチ○ポを内緒でしゃぶり精子を絞りとるんです。（5月25日、ジャネス）
- 男を虜にするツン顔美熟女 艶堂しほり 全出演作永久保存版（9月25日、サイドビー）※単体ベスト

#### 2015年
- 極上濃厚エロビデオ もの凄い接吻 vol.3（1月25日、ながえスタイル）

#### 2016年
- 町内の噂で持ち切り! 艶堂さんちの奥さん、実は… 頼めばなんでもしてくれるおばさん。（1月1日、PRESTIGE）
- 息子を溺愛する母、艶堂しほり（1月1日、ABC/妄想族）
- 親族相姦 きれいな叔母さん（1月13日、VENUS）
- 溢れる愛液。煌めく汗。止まらない痙攣。（3月1日、TEPPAN）
- ブチュキス淫語義母（3月19日、Dogma）
- 本格家庭内相姦物語 お母さんが初めての女になってあげる（3月19日、ABC/妄想族）
- ネトラレーゼ 生保レディの妻が顧客の男に寝取られた話し（3月24日、タカラ映像）
- 変態家族の性教育（4月1日、プラネットプラス）
- 代理出産の母（4月14日、タカラ映像）
- 兄嫁（5月13日、なでしこ）
- 黒人の極太チ●ポに欲情する人妻（5月19日、グローリークエスト）
- 淫乱淫語（5月19日、Dogma）
- 白昼に盛り狂う女（5月25日、マドンナ）
- ラッキーな胸チラを発見し、気づかれないように見てたけど、やっぱりバレてた?! 2 ～ヨガインストラクター編～（6月3日、LEO）
- 叔母さんの黒々としたデカ乳首（6月3日、光夜蝶）
- 誰にも言えないエステティシャンの秘密… いつも欲求不満な彼女たちは、男性客を誘惑しては顔騎オナニーで欲情してるんです（6月14日、ラハイナ東海）
- 解禁本物中出し!! 天国と地獄!! 1日目はムラムラ寸止め誘惑! 2日目はパンパンの精子をたっぷり中出し!! 艶堂しほりさんと素人男性10人、2泊3日中出しルームシェア!!（6月25日、マドンナ）
- 肉棒で負かす なまいき女上司（6月25日、ながえスタイル）
- 誰にも言えない私の秘密… 女子校に通う［何も知らない私］は放課後、お母さんの性のオモチャにされている…（6月28日、ラハイナ東海）
- 母子交尾 ～那須烏山路～（7月7日、RUBY）
- 男と女の恨み、欲望 あなたの悩みを解決します。セックス代行屋（7月25日、ながえスタイル）
- 息子が自宅に連れてきた同級生をまんチラ誘惑するエロ過ぎるノーパン美熟女妻（8月5日、PRESTIGE）
- うちの年増な娘、紹介します。（8月13日、ANNEX (無言)/HERO）
- お義母さん、にょっ女房よりずっといいよ…（9月8日、タカラ映像）
- 艶堂しほり SUPER BEST（9月19日、ABC/妄想族）※単体ベスト
- 完全撮り下ろし 鉄板女優さんの好きなように手コキして下さい。（9月19日、TEPPAN）

#### 2017年
- お女将さん エロ全開でおもてなし（1月7日、RUBY）
- 絶景 放課後の人妻ブルマ（1月20日、STAR PARADISE）
- 『え、こんな私のカラダで興奮するの?』2 女を忘れかけ無警戒に乗り込んだ電車内で若い青年に熟れた胸や尻を弄られたおばさんは感じまいと必死に抵抗するが、性感帯を刺激された瞬間スイッチが入ってしまった（3月10日、ケイ・エム・プロデュース/UMANAMI）
- 熟女レズ 細い指と柔らかな唇（11月19日、RUBY）
- WifeLife vol.032 昭和47年生まれの艶堂しほりさんが乱れます 撮影時の年齢は44歳 スリーサイズはうえから順に86/60/86（12月22日、SEX Agent/妄想族）

#### 2018年
- たびじ 母との再会（1月18日、タカラ映像）
- お色気P●A会長＆悩殺女教師と悪ガキ生徒会（2月15日、グローリークエスト）
- 母と娘のレズビアン 奥日光の旅（3月19日、RUBY）
- 再婚相手より前の年増な女房がやっぱいいや…（5月24日、タカラ映像）
- 日焼けあとが残る爆乳の連れ子と種付け性交（7月20日、クリスタル映像）
- お義父さん もうアソコが疼いて濡れているんです…（12月27日、タカラ映像）

#### 2019年
- 「あっ! ナマで入っちゃった!」 オイル素股でマ○コにチ○ポを擦りつけてたら気持ち良すぎてヌルッと生挿入!! 中出しSEXまでヤッちゃったデリヘル嬢たち 6（4月18日、グローリークエスト）
- 濃密愛液おんなの同性愛 三章（6月21日、日本橋映像）
- 昼間の人妻は隙だらけ! 気付いた時には男のおもちゃとして弄ばれる。 でもそれでいいの…。 結果的にわたしのアソコがぐちょぐちょに潤うから…。（7月26日、キネマ座）
- 母子姦（9月5日、グローリークエスト）
- 艶堂しほり全仕事 8時間2枚組（12月7日、RUBY）※単体ベスト

### オリジナルビデオ
- 彼女の母 秘められた過去（2008年1月18日、日本メディアサプライ）※レンタル作品
- 痴漢（秘）劇場 奥までたっぷり…（2009年5月2日、竹書房）
- 人妻熟女（秘）劇場 淫ら奥様の愛欲事情（2009年10月2日、竹書房）
- 未亡人下宿（2009年11月28日）
- 義母のススメ 妻の母、湧きデル甘汁（2010年1月15日、JVD）
- 蜜壺 人妻 美香子（2010年1月25日、GPミュージアム）
- 逆ソープ絶頂熟女（2010年2月3日、ゴールデンムーンライト）
- 「夫に調教されて」初めてのスワッピング（2011年10月14日、JVD）
- Juku-jo(熟女)トラッカー（2012年8月17日、オールインエンタテインメント）

### イメージビデオ
- 熟女の熟脚 上品奥様のスカートめくり編（2008年7月18日、心交社）

## 成人映画
- 人妻教師 レイプ揉みしごく（2010年1月公開 オーピー映画）
- 強制人妻 肉欲の熟れた罠（2010年7月公開 オーピー映画）
- 愛人OLえぐり折檻（2011年2月公開 オーピー映画）
- 淫行病棟 乱れ泣く白衣（2011年8月公開 オーピー映画）
- 巨乳理髪店 乱れ揉みくちゃ（2012年7月公開 オーピー映画）

※上記オーピー映画配給作品の監督・脚本は全て清水大敬。

## 連載
- 美熟女のお戯れ（週刊漫画サンデー、実業之日本社）2011年 - 2012年